# Franc Dominik Kalin
Franc Dominik Kalin (latinsko Dominicus Franciscus‏ Calin), slovenski polihistor, risar, bakrorezec in glasbenik, * 4. avgust 1624 Vipavski Križ, † 1. september 1683, Dunaj.

## Življenje in delo
Franc Domenik Kalin, tudi Kalyn, Kalynus, Calin se je rodil v družini slovenskih kmečkih staršev. Gimnazijo je v letih 1639−1644 obiskoval v Gorici, nato pa v letih 1644−1647 v Gradcu študiral filozofijo. Po končanem študiju je bil v letih 1648−1653 domači učitelj v družinah grofov Herbersteinov in Dietrichsteinov.
Na povabilo bavarskega volilnega kneza Ferdinanda Bavarskega (Ferdinand Bavarski, tudi Ferdinand Marija, bavarski volilni knez 1651-1679, sin kralja Maksimilijana I. Bavarskega) je odšel v München in bil tu knežji knjižničar, dvorni tajnik in svetnik. Leta 1670 ga je cesar Leopold I. Habsburški poklical na Dunaj, ga povzdignil v plemiški stan, mu podelil grofovski naslov (comes palatinus) s pridevkom »Marienberg« ter ga imenoval za svojega uradnega zgodovinopisca. Umrl je v času turškega obleganja Dunaja, baje za kugo.
Kalin se je poleg zgodovine ukvarjal tudi z literaturo, glasbo ter zlasti z risanjem in bakrorezi. Napisal je in hkrati ilustriral celo vrsto zgodovinskih spisov posvečenih cesarju Leopoldu I. Snoval je tudi veliko zgodovinsko-rodoslovno delo o Habsburžanih s slikami vseh avstrijskih vladarjev, kakor tudi vseh mest, opatij, samostanov itd., hkrati z grbi mest, škofij in plemenitih družin.